# Rieger Orgelbau

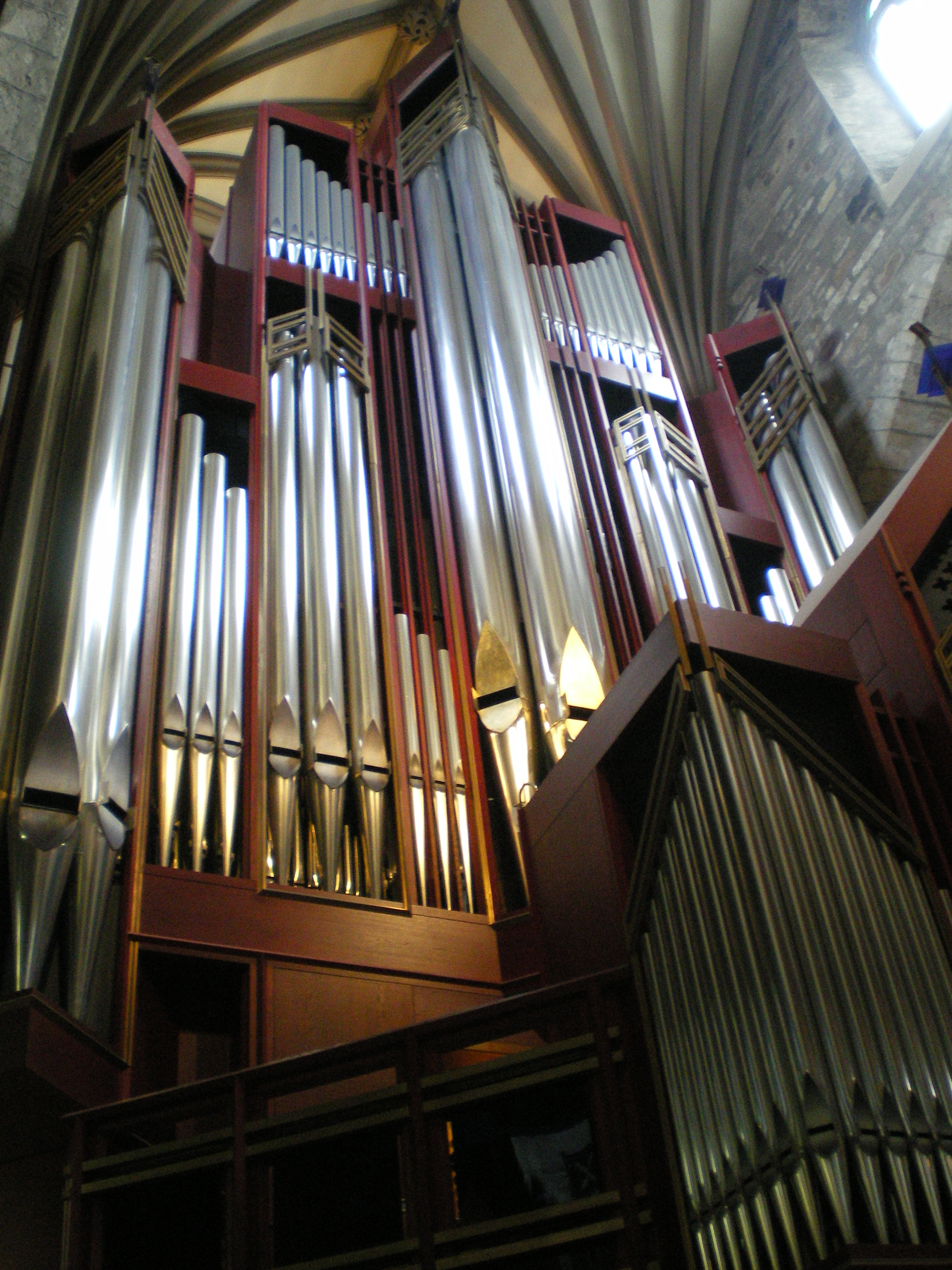
Орган Ріґер 1992 року у Соборі Ґіля, Единбург.

Ріґер Орґельбау, англ. Rieger Orgelbau — австрійська фірма виробників органів, відома як Ріґер. Заснована Францом Ріґером. З 1873 року знана як Ріґер та Сини, а з 1879 — Брати Ріґер, після того як вона перейшла синам. Наприкінці Другої Світової війни фірма була націоналізована чеським урядом і об'єднавшись з іншими майстернями стала відомою як Ріґер — Клос. Нові власники та робітники зберегли традиції фірми, яка переїхала до Австрії, і заснували нову майстерню «Ріґер Орґельбау».

## Історія

### Франц Ріґер

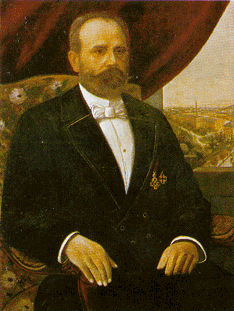
Франц Ріґер

Франц Ріґер народився в Опаві в Австрійській Сілезії 13 грудня 1812 року. Був сином садівника. Отримавши хорошу освіту, він вирішив стати виробником органів. Подорожував до Відня, де навчався у Йозефа Сейберта. Після завершення свого навчання у майстра і практики підмайстром повернувся додому у 1844 як майсте-ремісник з виробництва органів. Він одружився з Розалією Шмідт, з якою мав 9 дітей. Закінчив свій опус 1, двадцять, дві музичних клавіатури і педалі до органу для Бурберзької церкви у 1845 році. У 1852 році його включили в Реєстр Торгівлі та Промисловості Австрійської імперії. Він будував органи традиційними способами та здобув хорошу репутацію. Завдяки роботі своїх синів, але під його іменем, він був нагороджений імперським дикретом Золотим Хрестом за службу у 1879 році. Він помер у Крнові 29 січня 1886

### Отто та Ґустав Ріґери
Двоє синів Франца Ріґера прожовжили займатися батьковою справою: Отто Ріґер (3 березня 1847 — 12 грудня 1903) та Ґустав Ріґер (1 серпня 1848—1905) працювали підмайстрами у свого батька. Деякий час з 1864 вони провели у Відні працюючи підмайстрами у Франца Ульмана, іншого майстра класичних традицій. Вони також побували в Бамберзі та Вюрцбурзі, де вони відвідали майстерню відомого франконського іноватора Бальтазара Шлімбаха. Після їхнього повернення додому у 1873, батько передав справу їм, залишаючись у наглядовій раді до 1880; тоді назва фірми змінилася на «Франц Ріґер та Сини» та рахунок опусу почався з чистого листа. Отто одружився у 1873, а Ґустав у 1874.
Їхній перший опус було представлено на Всесвітній виставці у Відні, на якій він здобув золоту медаль (зараз цей орган знаходиться у церкві св. Петра та Павла у Яктажі). Однією з перших відмінностей від робіт батька була заміна повзункового міху на конічний механічний міх. Впродовж першого року вони виготовили 3 органи. Їхня репутація швидко зростала: у 1874 вони отримали перше замовлення в імперській столиці, у Відні, а потім і в Угорщині у 1875. Їхнє перше не габсбурзьке замовлення було з Норвегії у 1876. У 1878 році на Паризькій виставці вони представили два органи для салонів, один з яких, проданий у Лондон, був першим який вони продали за море.
У 1879 році вони купили нове місце для забудови, щоб справлятись з їхнім розширенням бізнесу, де вони побудували більші майстерні і будинки для працівників. З цим кроком змінилась і назва на Брати Ріґер. Вони розвинули і виготовили серію двадцяти п'яти маленьких органів, з регістрами від двох до 25 і додатковою другою клавіатурою для органів з більш ніж восьми регістрами, як альтернатива для більш дешевої фісгармонії. Ці органи відповідали за високий рахунок опусу цього періоду.
До 1883 щорічне виробництво органів досягло шістнадцяти одиниць. Вони збудували перший інструмент з трьома клавіатурами у 1884. Географія замовлень розширилася далі завдяки місіям в Ґібралтарі в 1889, Стамбулі в 1893, Єрусалимі в 1896 (Патріарх Єрусалимський зробив їх Лицарями Ордену Святих Мощей), та Римі в 1897, на додаток до інструментів збодований в Габсбурзьких королівських землях, Німеччині та Росії. Філія фірми утворилася в Будапешті в 1890.
Брати були призначеними імператором Австрії Францом Йосифом I як постачальники органів Імперському суду Австро-Угорщини у 1896, що надавало їм право нести імперський орел. Це спричинило обширні запити, дослідження і перевірки фірми, які були всебічно задокументовані. Ріґер був нагороджений гербом Австрії Федеральною Республікою у 1889, а брати стали лицарями ордена Франца Йосифа у 1899. До 1900 року фірма надала робочі місця приблизно двохстам працівникам.
В цей період було представлене використання пневматичних і електричних механізмів, так як технічні характеристики і звучання були визначені тональними і музичними ідеалами періоду романтизму. Інновації Ґустава Ріґера включали комбіновані регістри — використовуючи «розширення», щоб отримати два однакові регістри — та вільну комбінацію регістрів на основі механічної дії (використані на органному концерті в Німецькому домі, Брно, у 1890). До кінця 1903 року у опус-списку фірми нараховувалось 1072 органи, які пережили смерть Отто і закінчення ери.

## Отто Ріґер та Йозеф фон Ґлаттер-Ґьотц
Отто Ріґер (21 травня 1880 — 28 березня 1920) був сином Отто Ріґера (та внуком Франца Ріґера), після смерті батька взяв керівництво фірмою у свої руки. Під його керівництвом було побудовано більше тисячі нових органів. Він впровадив модерний стиль для органних боксів та розвивав ідеї дизайну органів, які вперше висловив Альберт Швайтцер.
Він брав участь у робочому комітеті по будівництву органів на третьому конгресі Міжнародного товариства Музики у Відні в 1909, де було обговорено вказівки по будівництву органів. В результаті було надано остаточні рекомендації, щодо відходу від органів доби пізнього романтизму, натомість віталися використання повзункових рейок та механічного приводу як у класичних традиціях будівництва органів, що збереглися у багатьох інструментів доби бароко.
Після Першої світової війни, Ріґер, що перебував у Австрії, опинився на території переданій Чехії. Без компетентного спадкоємця компанія почала занепадати.